# 梁龙 (外交官)
梁龙（1894年—1967年6月12日），字云从、雪松，广东梅县人，中华民国外交官。
梁龙早年在日本留学，后赴英国剑桥大学攻读法律专业，毕业后又前往法国、德国等地读书。巴黎和会期间，曾任中国政府代表团副主席。回国后担任过外交部条约委员会委员，上海临时法院庭长、大理庭庭长，曾出任北京法政大学校长、国立广东大学法学院院长等。1928年起，历任中华民国驻德国大使馆一等秘書（参事衔），驻捷克使馆代理一等秘書、代办，1936年任中华民国驻捷克公使。1939年德军占领捷克后调驻罗马尼亚，任中华民国驻罗马尼亚公使。1942年出任外交部欧洲司司长。1945年起，又任中华民国驻瑞士公使、驻捷克大使。晚年赴美，1967年卒於紐約。